# Sceloporus macdougalli
Sceloporus macdougalli är en ödleart som beskrevs av  Smith och BUMZAHEM 1953. Sceloporus macdougalli ingår i släktet Sceloporus och familjen Phrynosomatidae. IUCN kategoriserar arten globalt som livskraftig. Inga underarter finns listade i Catalogue of Life.